# 刘巨魁
刘巨魁（1949年12月—），陕西乾县人，汉族，中华人民共和国政治人物、中國人民解放軍少將，第十一届全国人民代表大会解放军代表。
1968年参加工作，1969年加入中国共产党，毕业于中国人民解放军国防大学基本系高级指挥专业，2000年任新疆军区政治部主任，2003年任新疆军区副政治委员，2005年任甘肃省军区政委。2008年起担任全国人大代表，2010年不再担任甘肃省军区政委。